# A magyar labdarúgó-válogatott 2014. március 5-i mérkőzése
A magyar labdarúgó-válogatott barátságos mérkőzése Finnország ellen, 2014. március 5-én. A találkozó végeredménye 1–2 lett.

## Előzmények
A magyar labdarúgó-válogatottnak a Finnország elleni volt az első mérkőzése a 2014-es esztendőben.

## Helyszín
A találkozót a Győrben, az ETO Parkban rendezték meg.

## Keretek
megjegyzés: A táblázatokban szereplő adatok a mérkőzés előtti állapotnak megfelelőek.
| Magyarország                       | Magyarország | Magyarország             | Magyarország | Magyarország | Magyarország | Magyarország         |
| Poszt                              | Név          | Születési idő és életkor | Vál.         | Gól          | Klub         | Utolsó válogatottság |
| ---------------------------------- | ------------ | ------------------------ | ------------ | ------------ | ------------ | -------------------- |
| Szövetségi kapitány: Pintér Attila |              |                          |              |              |              |                      |

| Finnország                            | Finnország | Finnország               | Finnország | Finnország | Finnország | Finnország           |
| Poszt                                 | Név        | Születési idő és életkor | Vál.       | Gól        | Klub       | Utolsó válogatottság |
| ------------------------------------- | ---------- | ------------------------ | ---------- | ---------- | ---------- | -------------------- |
| Szövetségi kapitány: Maxi Paatelainen |            |                          |            |            |            |                      |

## A mérkőzés
| 2014. március 5. 18:00 (CET) |

| Magyarország          | 1 – 2               | Finnország                                         |
| --------------------- | ------------------- | -------------------------------------------------- |
| Rudolf 13' Bogdán 40' | (1 – 0) Jegyzőkönyv | Pohjanpalo 74' Eremenko 84' (11-esből) Hetemaj 10' |

| ETO Park, Győr Nézőszám: 14 000 Játékvezető: Alexander Harkam (osztrák) |

### Az összeállítások
| Csapatszínek | Csapatszínek | Csapatszínek |
| Csapatszínek |              |              |
| Csapatszínek |              |              |
|              |              |              |
| Magyarország |              |              |

| Csapatszínek | Csapatszínek | Csapatszínek |
| Csapatszínek |              |              |
| Csapatszínek |              |              |
|              |              |              |
| Finnország   |              |              |

Használt rövidítések (magyar rövidítés – angol rövidítés – poszt):
| - KA – GK – kapus - V – DF – hátvéd - S – SW – söprögető - JV – RB – jobb oldali védő - KV – CB – középső védő - BV – LB – bal oldali védő - JSZV – RWB – jobb szélső védő - BSZV – LWB – bal szélső védő | - KP – MF – középpályás - VKP – DM – védekező középpályás - BKP – LM – bal oldali középpályás - KKP – CM – középső középpályás - JKP – RM – jobb oldali középpályás | - JSZ – RW – jobb szélső - BSZ – LW – bal szélső - TKP – AM – támadó középpályás | - CS – ST, FW – csatár - JCS – RF – jobb oldali csatár - KCS – CF – középső csatár - BCS – LF – bal oldali csatár |

| MAGYARORSZÁG: |    |                    |                |
|               |    |                    |                |
| KA            | 1  | Bogdán Ádám        | 40'            |
| V             | 3  | Vanczák Vilmos     |                |
| V             | 5  | Lipták Zoltán      | 56'            |
| KP            | 7  | Dzsudzsák Balázs   | Csapatkapitány |
| KP            | 8  | Varga József       | 88'            |
| CS            | 9  | Rudolf Gergely     | 13' 82'        |
| KP            | 10 | Koman Vladimir     | 64'            |
| KP            | 11 | Lovrencsics Gergő  | 53'            |
| KP            | 14 | Sándor György      | 55'            |
| V             | 16 | Leandro de Almeida |                |
| V             | 23 | Juhász Roland      |                |
| Cserék:       |    |                    |                |
| V             | 2  | Korhut Mihály      |                |
| V             | 4  | Kádár Tamás        | 56'            |
| KP            | 6  | Elek Ákos          | 55'            |
| KA            | 12 | Balogh János       |                |
| CS            | 13 | Futács Márkó       | 64'            |
| KP            | 15 | Szakály Péter      | 88'            |
| CS            | 17 | Nikolics Nemanja   | 82'            |
| KP            | 18 | Gyurcsó Ádám       | 53'            |
| KA            | 22 | Horváth Tamás      |                |
| Vezetőedző:   |    |                    |                |
| Pintér Attila |    |                    |                |

| FINNORSZÁG:      |    |                  |                      |
|                  |    |                  |                      |
| KA               | 1  | Niki Mäenpää     |                      |
| KP               | 2  | Sebastian Sorsa  | 88'                  |
| V                | 3  | Niklas Moisander | Csapatkapitány       |
| V                | 5  | Juhani Ojala     |                      |
| KP               | 7  | Roman Eremenko   | 84' (11-esből) 90+4' |
| KP               | 8  | Përparim Hetemaj | 10'                  |
| CS               | 10 | Teemu Pukki      | 87'                  |
| KP               | 11 | Riku Riski       | 64'                  |
| KP               | 13 | Kari Arkivuo     |                      |
| KP               | 14 | Tim Sparv        |                      |
| V                | 17 | Toni Kolehmainen | 69'                  |
| Cserék:          |    |                  |                      |
| V                | 4  | Joona Toivio     | 88'                  |
| KP               | 6  | Sakari Mattila   | 90+4'                |
| CS               | 9  | Berat Sadik      | 87'                  |
| KA               | 12 | Lukas Hradecky   |                      |
| KP               | 15 | Markus Halsti    |                      |
| KP               | 16 | Mehmet Hetemaj   |                      |
| V                | 18 | Jere Uronen      |                      |
| KP               | 19 | Alexander Ring   | 69'                  |
| CS               | 20 | Joel Pohjanpalo  | 64' 74'              |
| Vezetőedző:      |    |                  |                      |
| Mixu Paatelainen |    |                  |                      |

Asszisztensek:

Richard Hübler (osztrák) (partvonal)

Roland Braunschmidt (osztrák) (partvonal)

Negyedik játékvezető:

 Rene Eisner (osztrák)

## Örökmérleg a mérkőzés után
| Magyarország |           | Finnország |
| ------------ | --------- | ---------- |
| 9            | Győzelem  | 2          |
| 3            | Döntetlen | 3          |
| 43           | Gólok     | 11         |
| 30/42        | Pontok    | 9/42       |
| 71,42%       | %         | 28,58%     |